# ممدوح (اسم)
ممدوح هو اسم علم مذكر من أصل عربي، ومعناه هو من الفعل مدح، وهو المثنى عليه، الحسن الشمائل.

## شخصيات تحمل الاسم
- ممدوح أبو عبيد (لاعب كرة يد مصري، 1988 – )
- ممدوح البلتاجي (سياسي مصري، 21 أبريل 1939 – 10 أكتوبر 2015)
- ممدوح الدماطي (سياسي مصري، 6 ديسمبر 1961 – )
- ممدوح السبيعي (16 سبتمبر 1984 – )
- ممدوح بن عبد العزيز آل سعود (سياسي سعودي، 1940 – )
- ممدوح حبيب (3 يونيو 1955 – )
- ممدوح سالم (رئيس وزراء مصر الأسبق، 1918[3] – 24 فبراير 1988)
- ممدوح عبد العليم (ممثل مصري، 10 نوفمبر 1956 – 2 يناير 2016)
- ممدوح عدوان (23 نوفمبر 1941 – 19 ديسمبر 2004)
- ممدوح محمود سالم (من مؤسسي تنظيم القاعدة، 1958 – )

## وصلات خارجية
- موسوعة السلطان قابوس لأسماء العرب